# Andreas Gondesen
Andreas Gondesen (* 16. Juni 1961 in Wees, Angeln) ist ein deutscher Elektroniktechniker, Modellbauer und Schifffahrtshistoriker.

## Leben
Nach dem Realschulabschluss 1979 in Satrup machte Gondesen eine Lehre als Energieanlagenelektroniker in Flensburg. Seit 1983 bei der Bundesmarine, wurde er im Flottendienstgeschwader ausgebildet und verwendet. Danach absolvierte er eine zweijährige Weiterbildung an der Fachschule für Industrieelektronik in Meldorf. Für eine Hamburger Maschinenfabrik war er ab 1989 über zwei Jahre im weltweiten Einsatz als Service- und Inbetriebnahmetechniker. Als „Angeliter“ arbeitet er seit 1991 in der  Messung und  Regelungs- und Prozessleittechnik bei den Stadtwerken Flensburg.

### Schifffahrt
Seit seiner Jugend beschäftigt ihn der Modellbau historischer Segelschiffe. Die Modelle sind nicht als Standmodelle
gebaut, sondern können ferngesteuert segeln. Seit Jahrzehnten ist er Mitglied im Arbeitskreis historischer Schiffbau. Er ist Gründungsmitglied der Minisail Classic.
Modelle
Viermastbark 1:75 Pamir
Fregatte 1:50 Constitution
Linienschiff 1:50 De Zeven Provinciën
Handelsschiffstyp 1:50 Fleute
Fünfmastvollschiff (in Bau) 1:75 Preußen
Für das Deutsche Schifffahrtsmuseum hat er die wenigen Reste der Pamir aufgearbeitet.

### Veröffentlichungen
- Die Bremer Viermastbark Columbia. In: Der Albatros. Mitteilungsblatt der Cap Horniers. Bd. 50, Heft 3, 2005, ISSN 0516-5016, S. 93–100, PDF-Datei; 1,93 MB.
- Die letzten Weizensegler 1921–1949. In: Wissenschaftliches Jahrbuch des Deutschen Schiffahrtsmuseums. Bd. 28, 2005, ISSN 0343-3625, S. 239–266.
- Die letzten Flying P-Liner. Pamir, Passat, ihre Schwestern und Halbschwestern der Baujahre 1902 bis 1926 (= Schriften des Deutschen Schiffahrtsmuseums. Bd. 69). Oceanum-Verlag, Wiefelstede 2010, ISBN 978-3-86927-069-2, GoogleBooks[4]